# 野尻哲史
野尻 哲史（のじり さとし、1959年 - ）は日本のエコノミスト。メリルリンチ日本証券調査部副部長などを経て、フィデリティ退職・投資教育研究所所長。

## 経歴
岐阜県加茂郡白川町出身。岐阜県立白川高等学校（現岐阜県立加茂高等学校）理数科を経て、1982年一橋大学商学部卒業。吉野昌甫ゼミ及びストローム会所属。
山一証券経済研究所ニューヨーク事務所駐在アナリスト、山一証券社長秘書役、メリルリンチ証券会社東京支店調査部リサーチ・マーケティング・マネジャー、メリルリンチ日本証券調査部副部長を経て、2006年フィデリティ投信に入社。2007年からフィデリティ退職・投資教育研究所所長。

## 著書
- 『株式市場の「死」と「再生」―米国に学べ金融リテールビジネス』（経済法令研究会、1999年）
- （翻訳）エドウィン・J.パーキンス著『ウォール街を蘇らせた男チャールズ・メリル』（東洋経済新報社、2001年）
- 『投資力』（日経BP社、2002年）
- 『退職金は何もしないと消えていく──60歳から「経済的自由」を手にする投資勉強法』（講談社、2008年）
- 『なぜ女性は老後資金を準備できないか』（講談社、2009年）
- 『老後難民 50代夫婦の生き残り術』（講談社、2010年）
- 『１万人アンケートでわかった40代のサイフ』（宝島社、2012年）
- 『50歳から始めるお金の話―映画『草原の椅子』より』（小学館、2013年）
- 『日本人の4割が老後準備資金0円 老後難民にならない「逆算の資産準備」』（講談社、2014年）
- 『あなたの老後資金、大丈夫? 定年に備えるお金の教科書』（学研パブリッシング、2014年）
- 『貯蓄ゼロから始める安心投資で安定生活 』（明治書院、2015年）